# Малиновский, Антон Станиславович
Анто́н Станисла́вович Малино́вский (укр. Антон Станіславович Малиновський; 2 августа 1940, село Скаржинцы, Хмельницкий район, Винницкая область, Украинская ССР, СССР — 13 марта 2019, Житомир, Украина) — советский учёный-экономист, кандидат сельскохозяйственных наук (1973), доктор экономических наук (2007), профессор, ректор Житомирского национального агроэкологического университета (январь 1999—2011), заведующий кафедрой технологии хранения и переработки продукции растениеводства.
Председатель Житомирской облгосадминистрации (7 июля 1995 — 7 апреля 1998).

## Биография

### Образование
Окончил агрономический факультет Житомирского сельскохозяйственного института (1962—1967), учёный агроном; аспирантура Украинской сельскохозяйственной академии (1969—1973).

### Карьера
В 1959—1962 годах — служба в армии.
В 1962—1967 годах — студент Житомирского сельскохозяйственного института.
С мая 1967 — главный агроном, заместитель председателя колхоза в селе Озерянка Житомирского района.
Март 1973 — ноябрь 1975 — начальник управления сельского хозяйства Ружинского райисполкома.
Ноябрь 1975 — март 1979 — первый секретарь Любарского РК КПУ.
Март 1979 — апрель 1990 — первый заместитель председателя[уточнить].
С января 1990 — и. о. председателя, апрель 1990 — июнь 1991 — председатель, в июне—августе 1991 — первый заместитель председателя Житомирского облисполкома.
Август 1991 — март 1992 — председатель Житомирского областного совета народных депутатов и облисполкома.
С 31 марта 1992 до 14 октября 1994 — Представитель Президента Украины в Житомирской области.
Июль 1994 — апрель 1998 — председатель Житомирского областного совета народных депутатов.
С 7 июля 1995 по 7 апреля 1998 года — председатель Житомирской облгосадминистрации.
С января 1999 — ректор Государственной агроэкологической академии Украины (ныне — Житомирский национальный агроэкологический университет).

### Семья
По национальности — поляк, отец Станислав Павлович (1918) — пенсионер; мать Софья Антоновна (1912—1988); жена Лилия Александровна (1944) — пенсионерка; дочь Ирина (1967) — домохозяйка; сын Олег (1973) — предприниматель.

## Награды
- Лауреат Международной премии «Дружба» (1998).
- Заслуженный работник сельского хозяйства Украины (2000).
- Отличник образования Украины (1996).
- Ордена Трудового Красного Знамени (2), «Знак Почёта».
- Почётное отличие Президента Украины (орден «За заслуги» III степени) (1996).
- Почётный гражданин города Житомира (2005).
- Орден «За заслуги перед городом» III степени (2004).

Государственный служащий 1-го ранга (апрель 1994).